# Zeitautonome Arbeitsgruppe
Die zeitautonome Arbeitsgruppe ist ein Arbeitszeitmodell. Dieses Modell kann als Fortführung der Arbeitsplatzteilung angesehen werden. Die Arbeitnehmer in einer Arbeitsgruppe bestimmen im Gemeinschaftlichen den Umfang ihrer Arbeitszeit und -dauer. Dabei müssen nur wenige betriebliche Vorgaben, wie beispielsweise Präsenz- oder Ansprechzeiten, berücksichtigt werden. Neben diesen wenigen Eckdaten gibt der Arbeitgeber noch die zu erfüllenden Ziele der Arbeitsgruppe an.
Um dieses Modell zu realisieren, wird eine hohe Eigenverantwortung der Mitarbeiter vorausgesetzt. Genau wie beim Job-Sharing muss innerhalb der Gruppe ein gutes Arbeitsklima herrschen.
Durch diese enge Kooperation kann das Vertrauen in die Organisation gestärkt werden und die Mitarbeiter können mehr Einfluss auf die Gestaltung der Arbeit nehmen.
In der Gründungsphase ergeben sich für Vorgesetzte ein erhöhter Koordinations- und Organisationsaufwand. Als problematisch kann auch die mögliche Isolation der Gruppen innerhalb der Firma angesehen werden.